# HD 37040
HD 37040，又名BD-04 1186，SAO 132325、HR 1898，是一颗恒星，视星等为6.38，位于銀經208.07，銀緯-18.86，其B1900.0坐标为赤經5h 30m 33.9s，赤緯-4° -18.86′ 46″。